# 奧夫塞斯河
49°48′39″N 11°17′49″E / 49.81083°N 11.29694°E

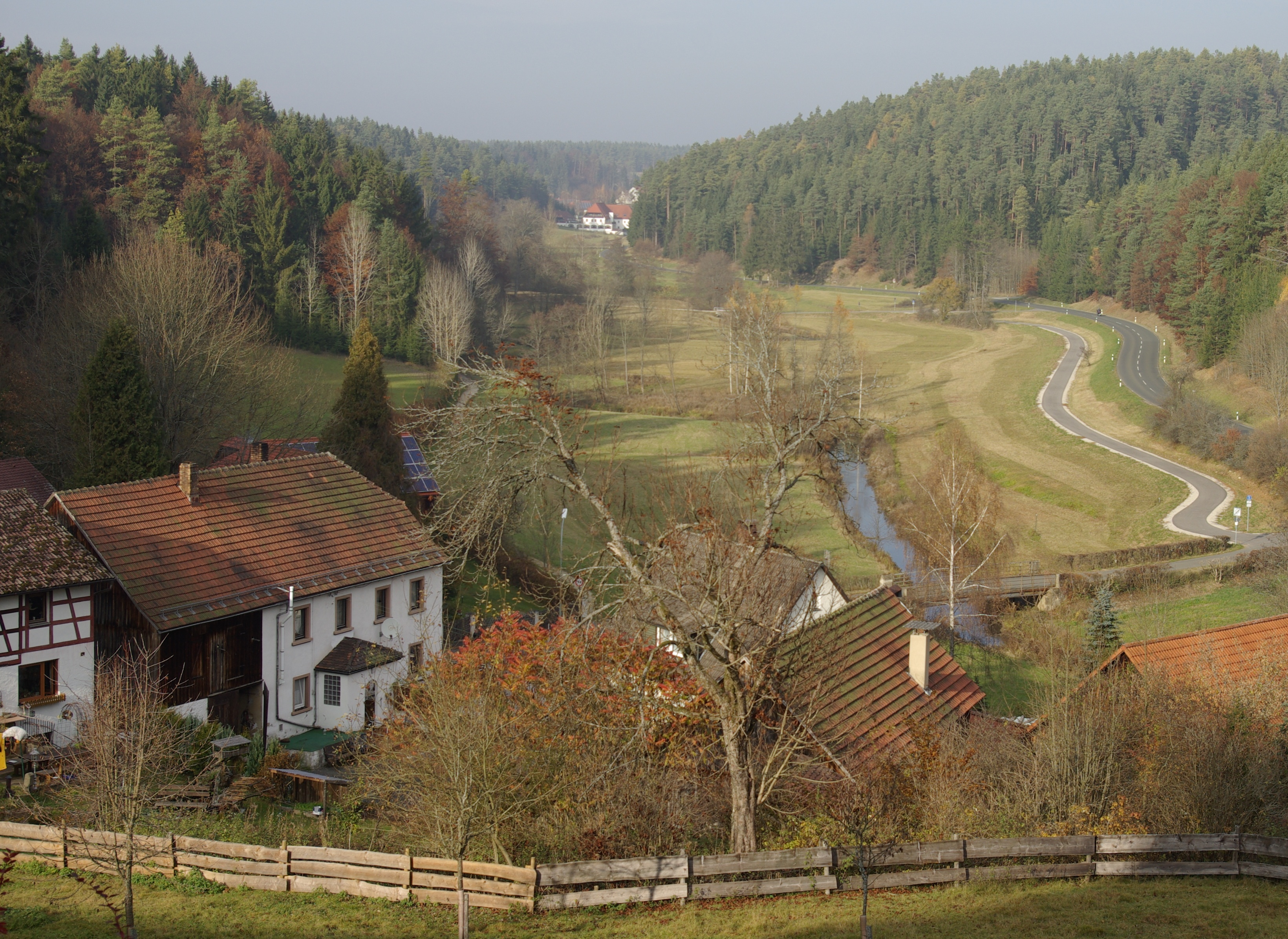

奧夫塞斯河（德語：Aufseß），是德國的河流，位於該國東南部，由巴伐利亞負責管轄，屬於維森特河的右支流，河道全長29.6公里，流域面積97.3平方公里。